# Colosso do Apenino
O Colosso do Apenino (em italiano:  Colosso dell'Appennino ou colosso appenninico) ou simplesmente Apenino é uma estátua de pedra, com aproximadamente 11 m de altura, na propriedade da Villa Demidoff em Vaglia, Toscana na Itália. Giambologna (escultor flamengo Jean de Boulogne) criou a figura colossal, uma personificação das montanhas dos Apeninos, no final da década de 1580. A Villa di Pratolino foi construída por Bernardo Buontalenti a partir de 1569 por ordem de Francesco de' Medici, Grão-Duque da Toscana.

## Descrição da escultura
O colosso tem cerca de 11 m de altura e é uma personificação dos Apeninos. Era a fonte de água do Pratolino, suas fontes e jogos de água secretos. O colosso tem a aparência de um homem idoso agachado na margem de um lago e é cercado por outras esculturas que retratam temas mitológicos das Metamorfoses de Ovídio, incluindo Pégaso, Parnaso ou Júpiter. Presume-se que Giambologna tenha se inspirado na descrição de um Atlas semelhante a uma montanha na obra de Ovídio, quando ele desenhou a figura dos Apeninos. Outras fontes citam o Atlas como descrito na Eneida do poeta romano Virgílio como inspiração. Com a mão esquerda à sua frente, o Apenino parece espremer a cabeça de um monstro marinho por cuja boca aberta a água flui para o lago à frente da estátua. O colosso de pedra é retratado nu, com estalactites na barba espessa e cabelos compridos para mostrar a metamorfose do homem e da montanha, misturando seu corpo com a natureza circundante, povoada por vegetação aquática. A estátua é descrita como originalmente emergindo de seu ambiente como se estivesse viva. O gigante era capaz de suar e chorar, a água escorria de seu corpo por uma rede de canos de água. Na temporada de inverno, sincelos de gelo cobriam seu corpo. A obra é feita de pedra e gesso e parecendo estar parcialmente coberta de musgo e líquenes.
Dentro do gigante existe uma série de câmaras e cavernas em três níveis. No piso térreo do colosso existe uma caverna contendo uma fonte octogonal dedicada à deusa grega Tétis. O pintor italiano Jacopo Ligozzi adornou a Gruta de Tétis com afrescos de aldeias da costa mediterrânea da Toscana em 1586. Em outras câmaras se viam cenas de mineração baseadas no livro De re Metallica do mineralogista Geórgio Agrícola. No andar superior do gigante há uma câmara grande o suficiente para uma pequena orquestra e na cabeça uma pequena câmara contém uma lareira de onde a fumaça escapava pelas narinas. A câmara na cabeça tinha fendas nas orelhas e nos olhos. Francesco gostava de pescar sentado na câmara principal, jogando a linha de pesca por uma das fendas dos olhos. À noite, a câmara era iluminada com tochas, após as quais os olhos pareciam brilhar no escuro. Inicialmente, a parte de trás do Colosso foi protegida por uma estrutura semelhante a uma caverna, como visto em uma gravura de Stefano della Bella. Como Giambologna era um admirador do escultor italiano Michaelangelo, a estrutura semelhante a uma caverna também foi comparada com o estilo non-finito de Michelangelo. Em cima dela, havia um terraço. A estrutura semelhante a uma caverna foi demolida por volta de 1690 pelo escultor Giovan Battista Foggini, que também construiu uma estátua de um dragão para adornar as costas do colosso. O dragão foi descrito como uma fonte, mas supõe-se que a barriga do dragão foi transformada em uma lareira, enquanto o pescoço e a cabeça do dragão tinham a função de sua chaminé. Em 1876, o escultor italiano Rinaldo Barbetti renovou a estátua gigante.

## Localização e propriedade
O Pratolino está localizado a cerca 10 km ao norte de Florença, no sopé da cordilheira dos Apeninos. Nele, há um quadrado retangular chamado Prato del Appennino, situado em frente ao colosso. Após a morte de Francesco de' Medici em 1587 e de sua esposa Bianca Capello no dia seguinte, a vila e seus arredores entraram em decadência. A Villa di Pratolino foi demolida em 1822 e em 1872, os herdeiros de Leopoldo II, Grão-Duque da Toscana, venderam a propriedade à família Demidoff que construiu a sua própria villa. Em 1981, a Villa Demidoff foi comprada pela Província de Florença e hoje o parque e seu gigante são acessíveis ao público.

## Galeria

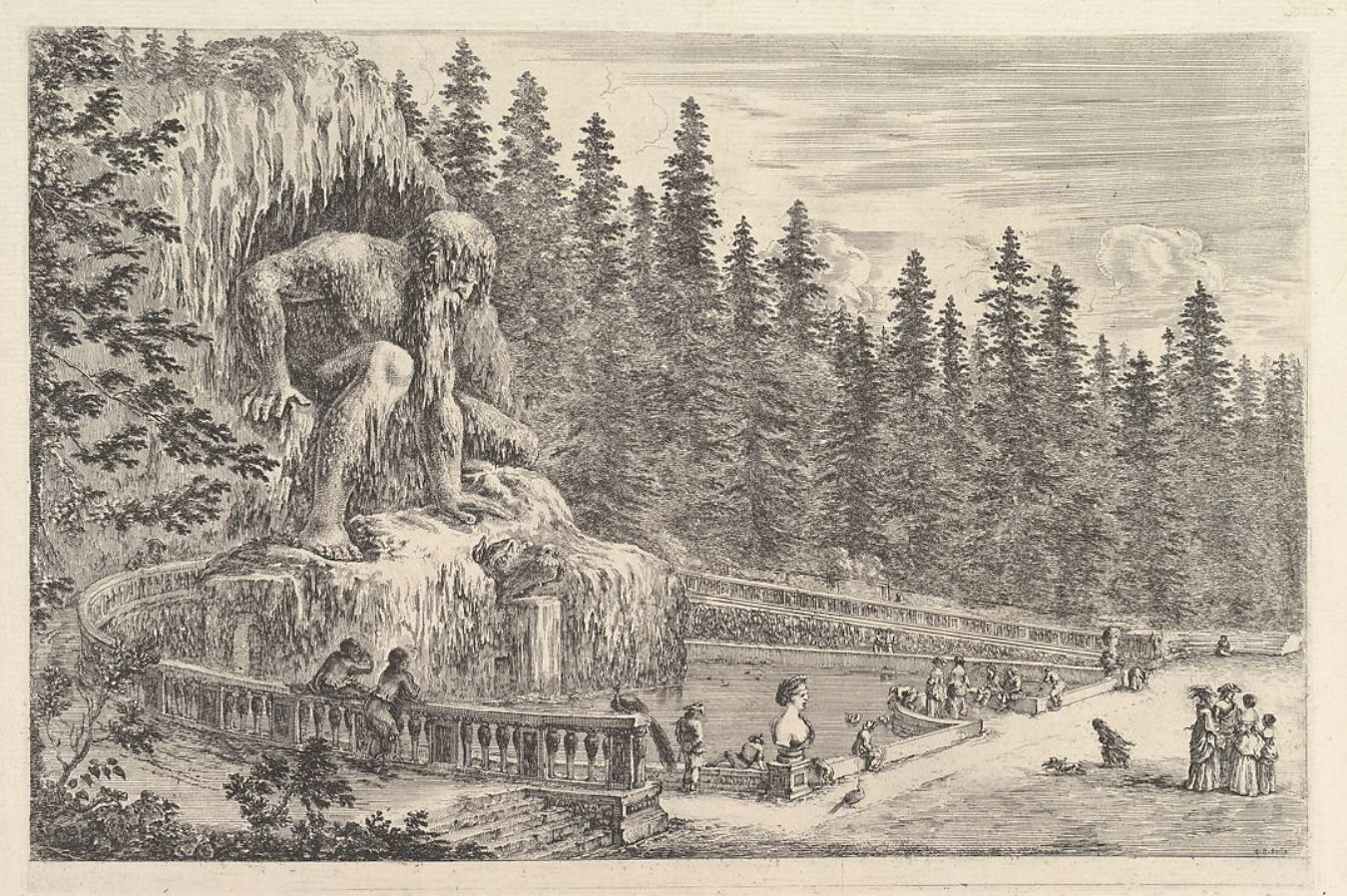
Gravura por Stefano Della Bella
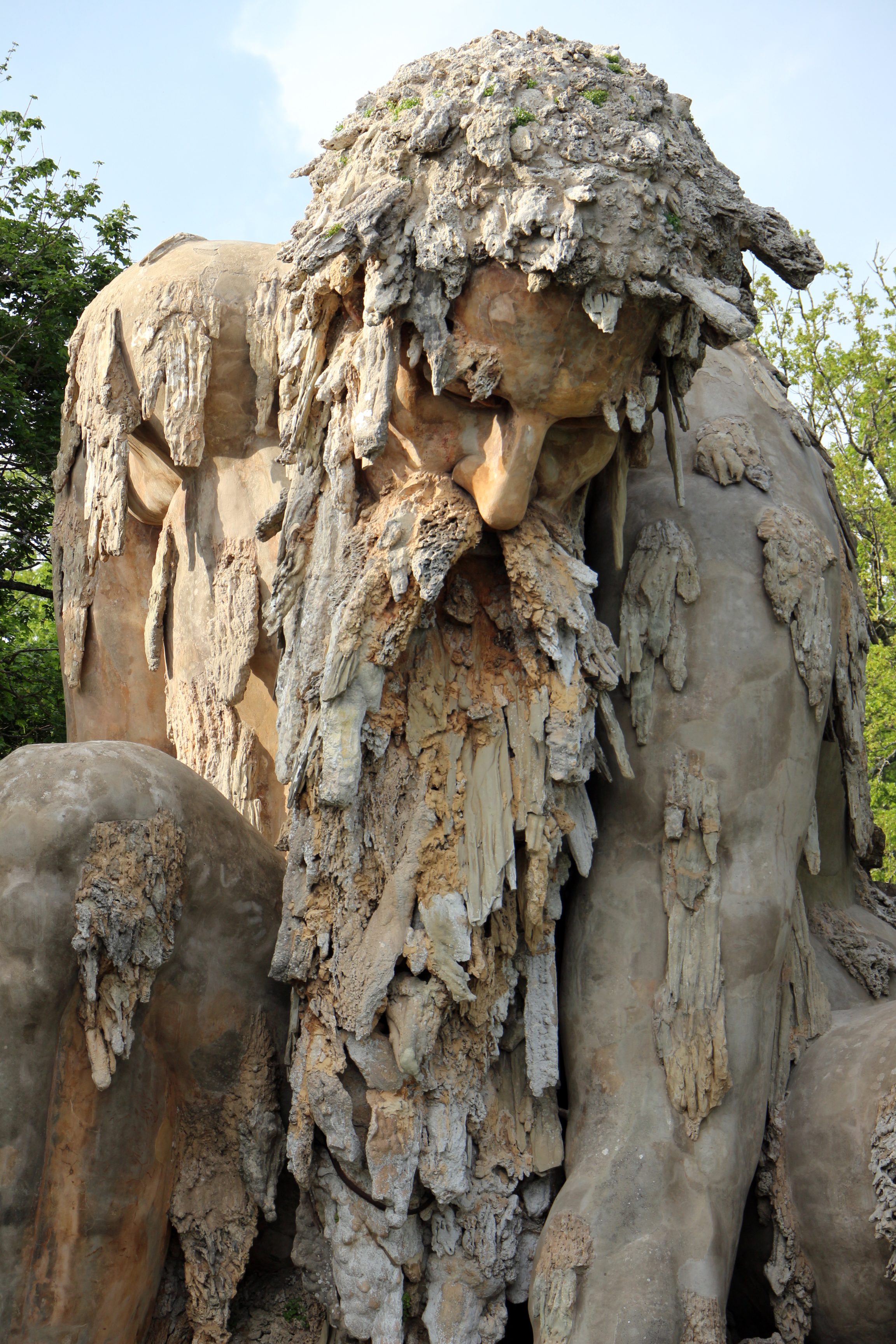
Frente do Colosso
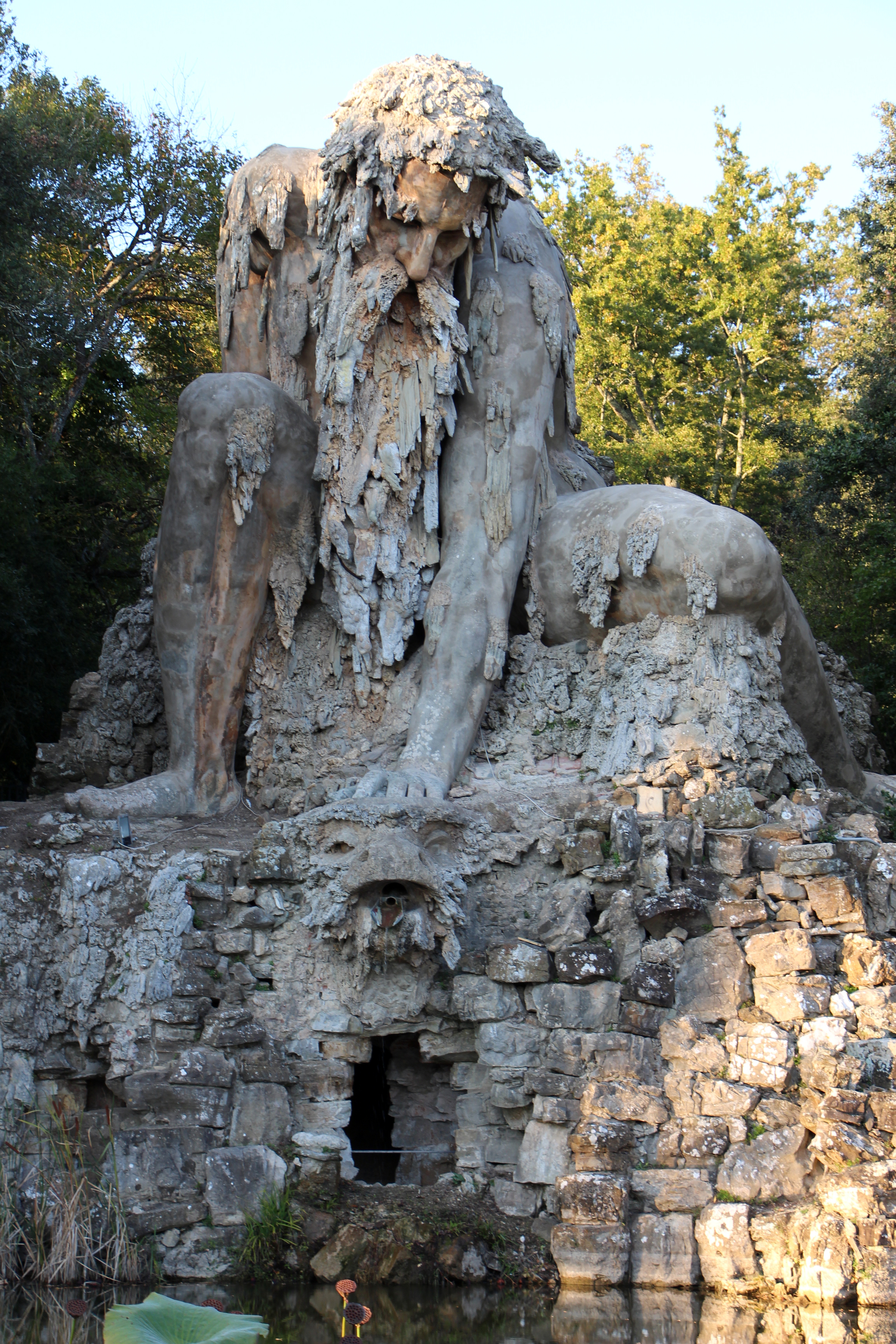
Apenino vigiando a lagoa
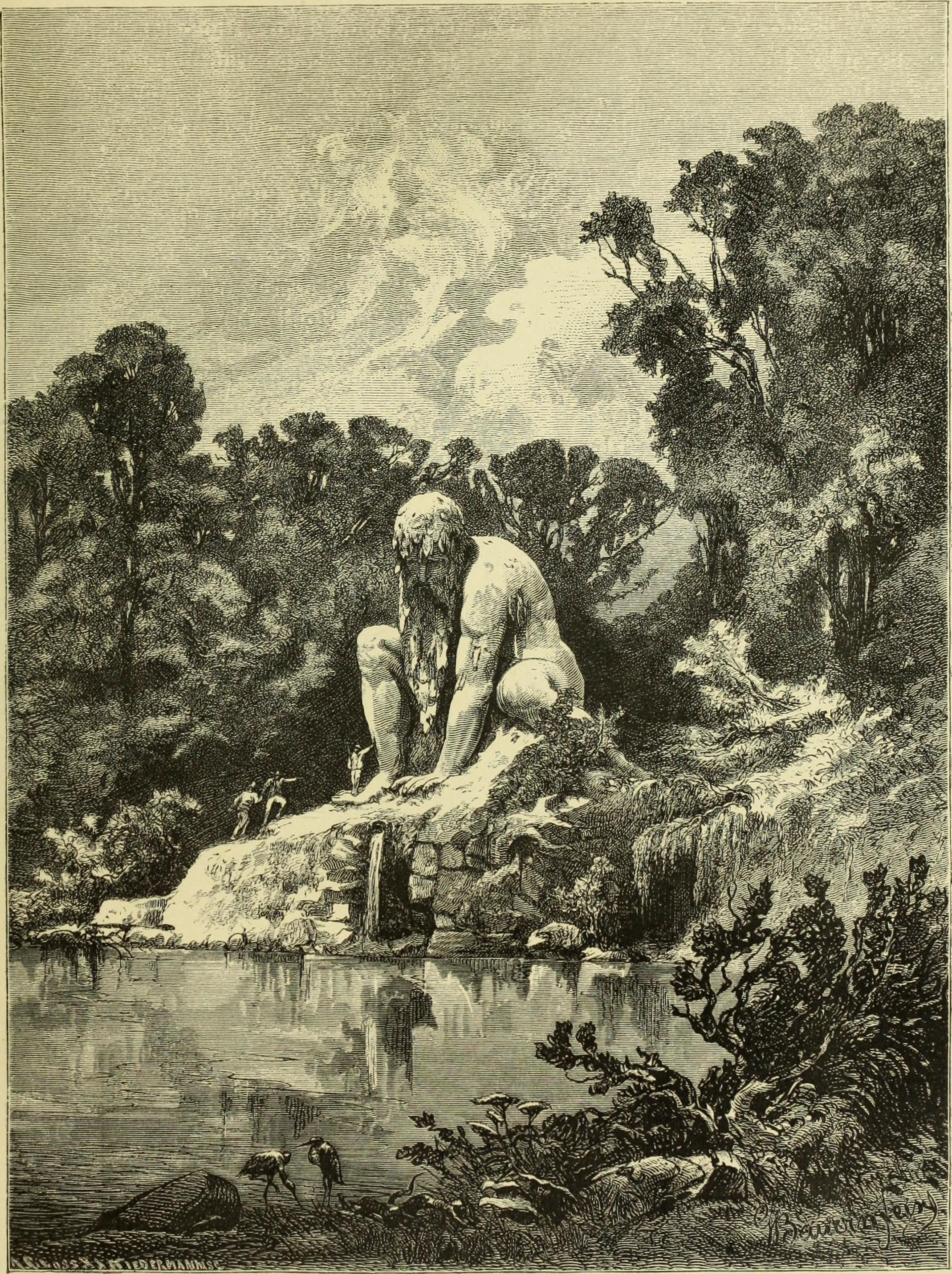
Gravura de 1877
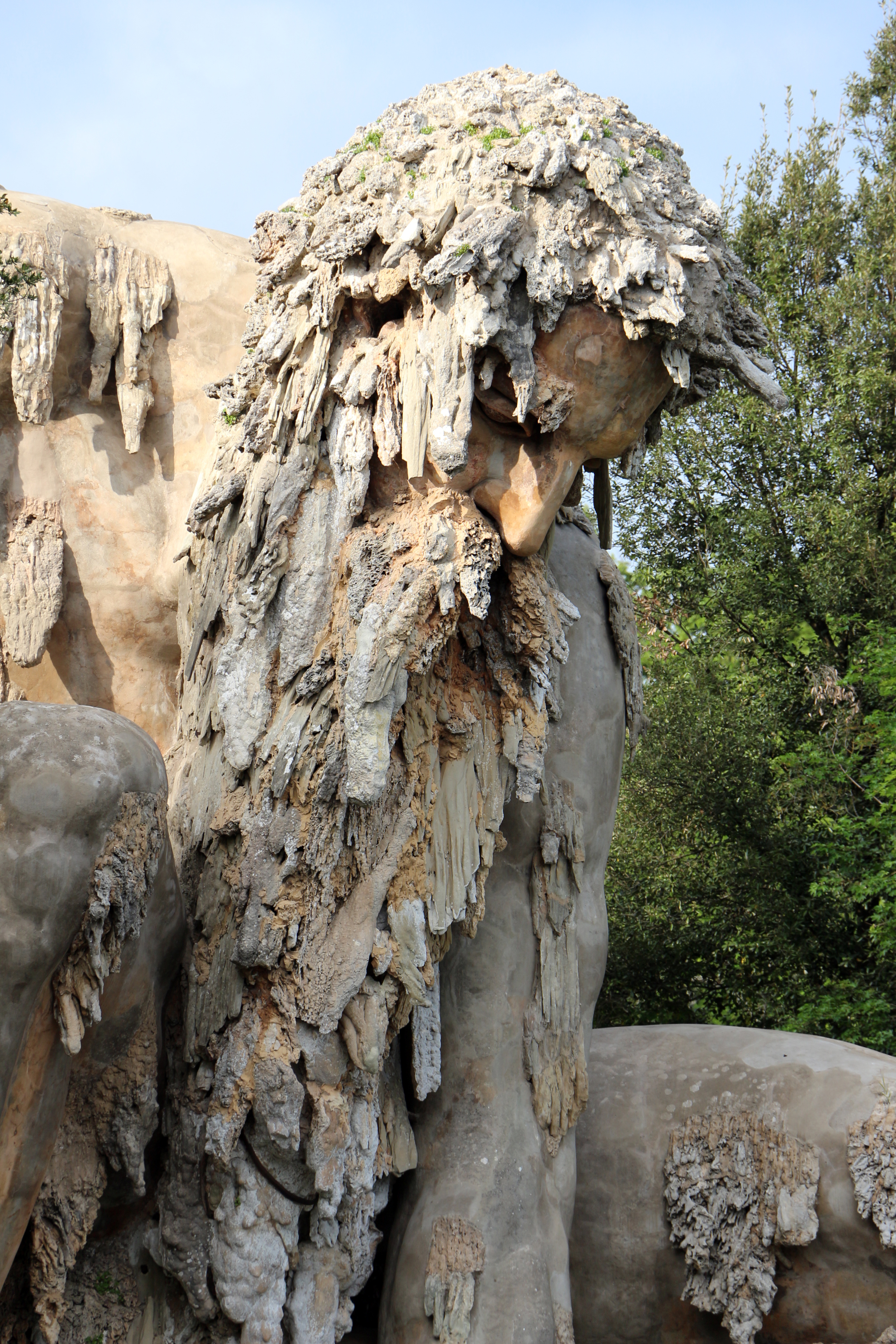
Detalhe do Colosso
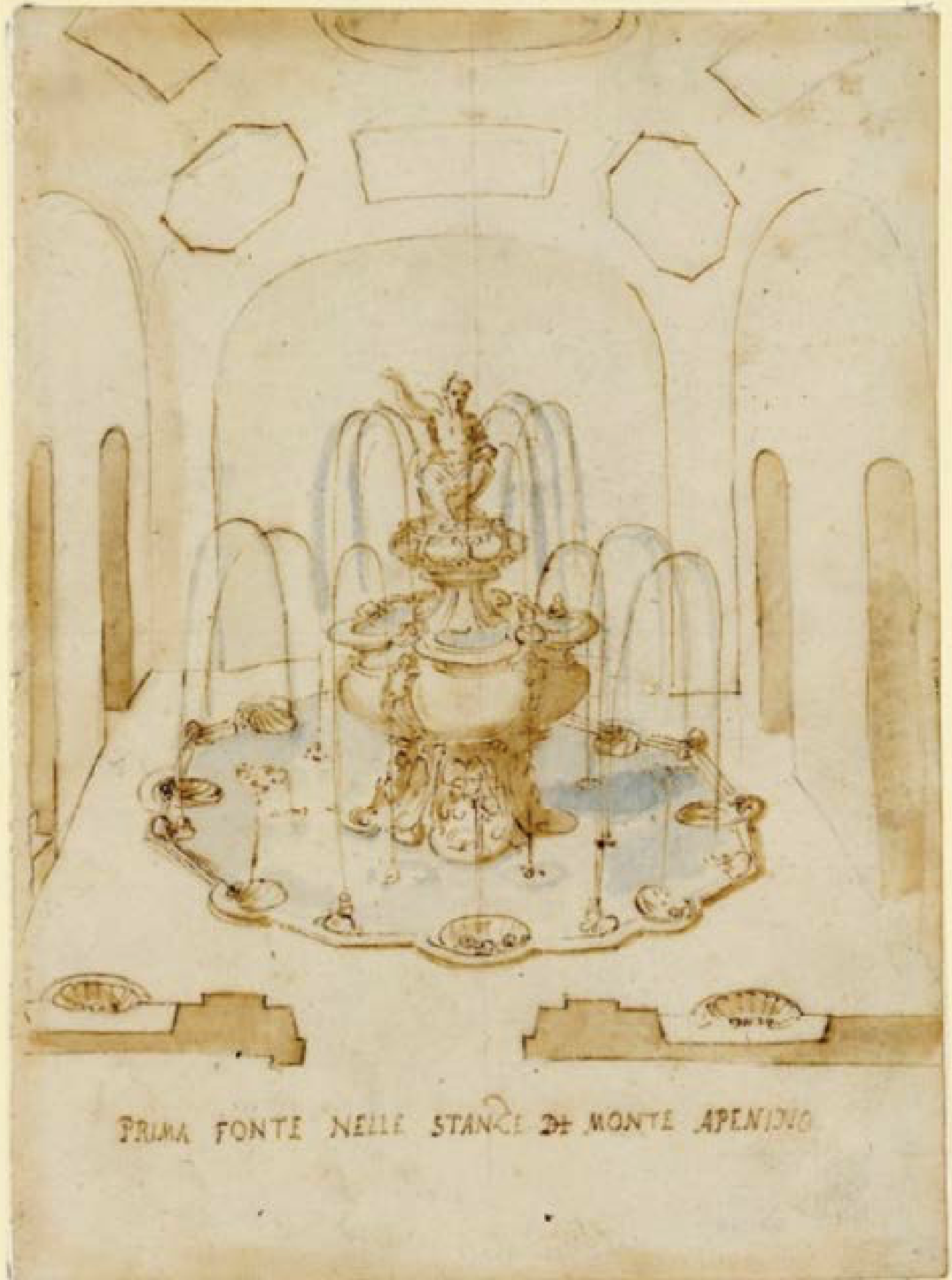
Fonte de Tétis no solo por Giovanni Guerra
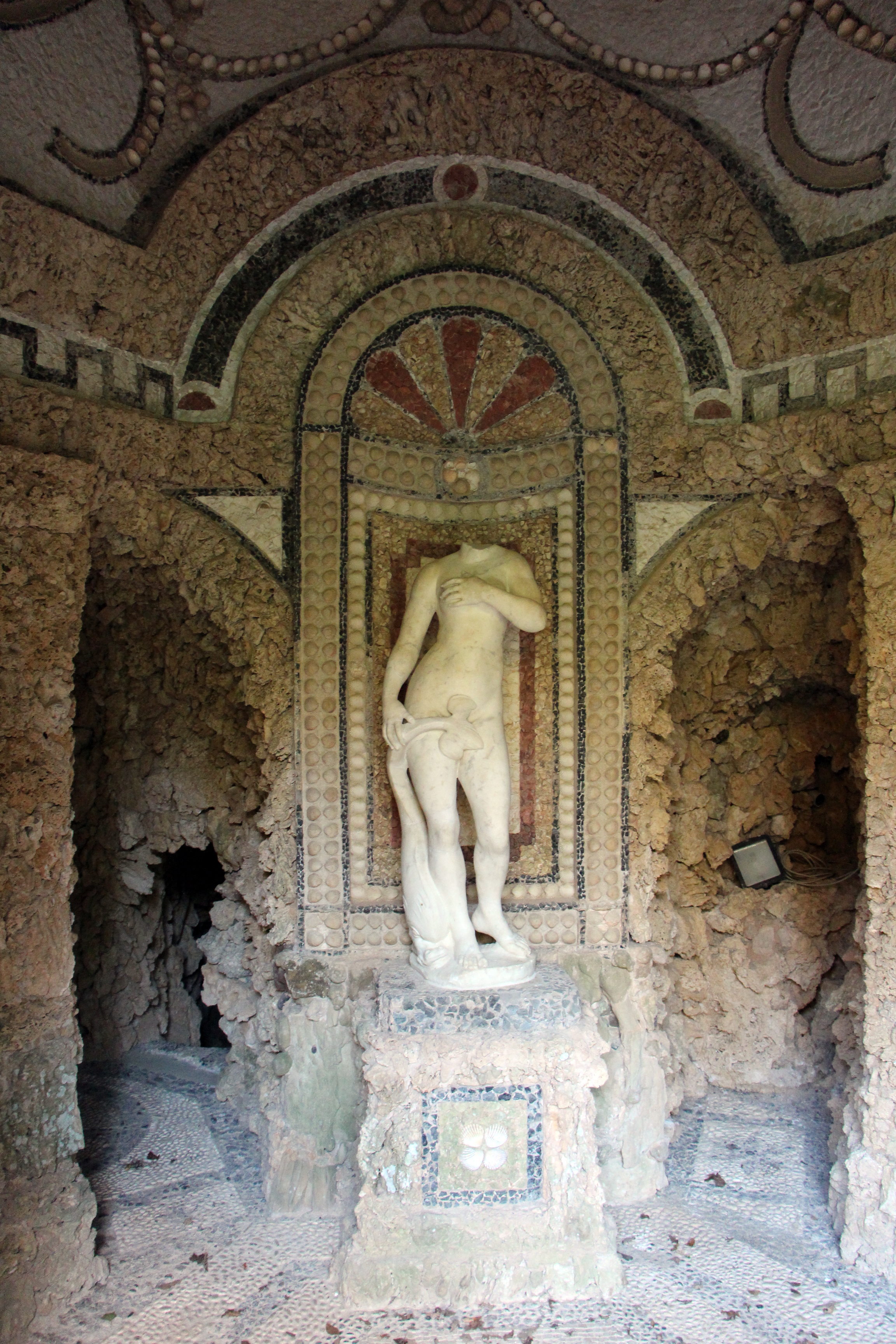
Câmara superior dentro da estátua
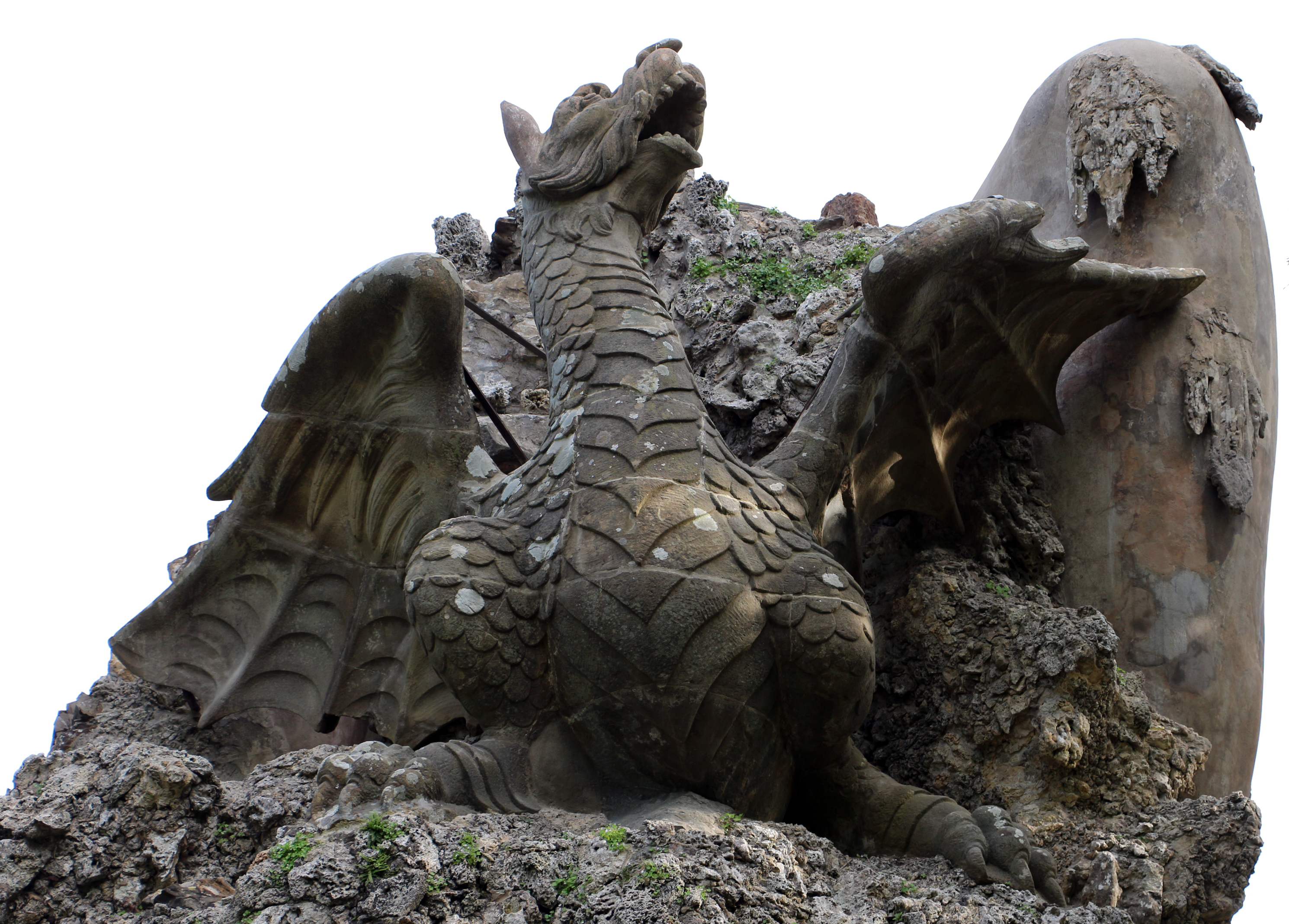
Dragão nas costas do Colosso por Giovanni Battista Foggini